# Lista dos campeões estaduais de futebol feminino do Brasil em 2025
A lista a seguir traz dados acerca dos campeonatos estaduais de futebol feminino realizados no Brasil em 2025.

## Estaduais

### Região Norte
| Estado | Campeão                    | Vice-campeão             | Final (agregado)              | Artilheira               | Ref                      |
| ------ | -------------------------- | ------------------------ | ----------------------------- | ------------------------ | ------------------------ |
| AC     | A definir                  | A definir                | A definir                     | A definir                | A definir                |
| AP     | Portuguesa-AP (1.º título) | Ypiranga-AP              | Portuguesa-AP 1–0 Ypiranga-AP |                          | [ 1 ]                    |
| AM     | Em andamento               | Em andamento             | Em andamento                  | Em andamento             | Em andamento             |
| PA     | A definir                  | A definir                | A definir                     | A definir                | A definir                |
| RO     | A definir                  | A definir                | A definir                     | A definir                | A definir                |
| RR     | Início em 15 de novembro   | Início em 15 de novembro | Início em 15 de novembro      | Início em 15 de novembro | Início em 15 de novembro |
| TO     | A definir                  | A definir                | A definir                     | A definir                | A definir                |

### Região Nordeste
| Estado | Campeão                 | Vice-campeão            | Final (agregado)        | Artilheira              | Ref                     |
| ------ | ----------------------- | ----------------------- | ----------------------- | ----------------------- | ----------------------- |
| AL     | Início em 6 de setembro | Início em 6 de setembro | Início em 6 de setembro | Início em 6 de setembro | Início em 6 de setembro |
| BA     | Início em 24 de Agosto  | Início em 24 de Agosto  | Início em 24 de Agosto  | Início em 24 de Agosto  | Início em 24 de Agosto  |
| CE     | Início em Setembro      | Início em Setembro      | Início em Setembro      | Início em Setembro      | Início em Setembro      |
| MA     | A definir               | A definir               | A definir               | A definir               | A definir               |
| PB     | Início em Setembro      | Início em Setembro      | Início em Setembro      | Início em Setembro      | Início em Setembro      |
| PE     | A definir               | A definir               | A definir               | A definir               | A definir               |
| PI     | Início em 30 de agosto  | Início em 30 de agosto  | Início em 30 de agosto  | Início em 30 de agosto  | Início em 30 de agosto  |
| RN     | Início em 25 de Outubro | Início em 25 de Outubro | Início em 25 de Outubro | Início em 25 de Outubro | Início em 25 de Outubro |
| SE     | Início em 5 de Outubro  | Início em 5 de Outubro  | Início em 5 de Outubro  | Início em 5 de Outubro  | Início em 5 de Outubro  |

### Região Centro-Oeste
| Estado | Campeão                  | Vice-campeão             | Final (agregado)         | Artilheira               | Ref                      |
| ------ | ------------------------ | ------------------------ | ------------------------ | ------------------------ | ------------------------ |
| DF     | Em andamento             | Em andamento             | Em andamento             | Em andamento             | Em andamento             |
| GO     | Início em Outubro        | Início em Outubro        | Início em Outubro        | Início em Outubro        | Início em Outubro        |
| MT     | Início em 30 de Agosto   | Início em 30 de Agosto   | Início em 30 de Agosto   | Início em 30 de Agosto   | Início em 30 de Agosto   |
| MS     | Início em 27 de Setembro | Início em 27 de Setembro | Início em 27 de Setembro | Início em 27 de Setembro | Início em 27 de Setembro |

### Região Sudeste
| Estado | Campeão                  | Vice-campeão             | Final (agregado)         | Artilheira               | Ref                      |
| ------ | ------------------------ | ------------------------ | ------------------------ | ------------------------ | ------------------------ |
| ES     | Em andamento             | Em andamento             | Em andamento             | Em andamento             | Em andamento             |
| MG     | Início em 20 de Setembro | Início em 20 de Setembro | Início em 20 de Setembro | Início em 20 de Setembro | Início em 20 de Setembro |
| RJ     | Início em Outubro        | Início em Outubro        | Início em Outubro        | Início em Outubro        | Início em Outubro        |
| SP     | Em andamento             | Em andamento             | Em andamento             | Em andamento             | Em andamento             |

### Região Sul
| Estado | Campeão                  | Vice-campeão             | Final (agregado)         | Artilheira               | Ref                      |
| ------ | ------------------------ | ------------------------ | ------------------------ | ------------------------ | ------------------------ |
| PR     | Início em 14 de Setembro | Início em 14 de Setembro | Início em 14 de Setembro | Início em 14 de Setembro | Início em 14 de Setembro |
| RS     | Em andamento             | Em andamento             | Em andamento             | Em andamento             | Em andamento             |
| SC     | Em andamento             | Em andamento             | Em andamento             | Em andamento             | Em andamento             |

### Classificados para aSérie A3 de 2026
| Federação           | Participante  | Posição no estadual | Participações | Ref   |
| ------------------- | ------------- | ------------------- | ------------- | ----- |
| Acre                |               | Campeão             |               |       |
| Alagoas             |               | Campeão             |               |       |
| Amapá               | Portuguesa-AP | Campeão             | Estreante     | [ 2 ] |
| Amazonas            |               |                     |               |       |
| Bahia               |               |                     |               |       |
| Ceará               |               |                     |               |       |
| Distrito Federal    |               |                     |               |       |
| Espírito Santo      |               | Campeão             |               |       |
| Goiás               |               |                     |               |       |
| Maranhão            |               | Campeão             |               |       |
| Mato Grosso         |               |                     |               |       |
| Mato Grosso do Sul  |               | Campeão             | Estreante     |       |
| Minas Gerais        |               |                     |               |       |
| Pará                |               |                     |               |       |
| Paraíba             |               | Campeão             |               |       |
| Paraná              |               |                     |               |       |
| Pernambuco          |               |                     |               |       |
| Piauí               |               |                     |               |       |
| Rio de Janeiro      |               |                     |               |       |
| Rio Grande do Norte |               | Campeão             |               |       |
| Rio Grande do Sul   |               |                     |               |       |
| Rondônia            |               | Campeão             |               |       |
| Roraima             |               |                     |               |       |
| Santa Catarina      |               |                     |               |       |
| São Paulo           |               |                     |               |       |
|                     |               |                     |               |       |
| Sergipe             |               | Campeão             |               |       |
| Tocantins           |               | Campeão             |               |       |

## Outras competições

### Copas estaduais
| Estado | Campeão               | Vice-campeão  | Final (agregado)           | Artilheira                 | Ref   |
| ------ | --------------------- | ------------- | -------------------------- | -------------------------- | ----- |
| PA     | Paysandu (2.º título) | Tiradentes-PA | Paysandu 3–0 Tiradentes-PA |                            | [ 3 ] |
| RJ     | Flamengo (2.º título) | Botafogo      | Pontos corridos            | Jullia (Botafogo) (5 gols) | [ 4 ] |
| SP     |                       |               |                            |                            |       |

### Torneios extra
| Torneio            | Campeão | Vice-campeão | Outros participantes | Ref |
| ------------------ | ------- | ------------ | -------------------- | --- |
| Taça Guanabara     |         |              |                      |     |
| Troféu do Interior |         |              |                      |     |
| Taça Paulistana    |         |              |                      |     |

## Categorias de base
| Federação         | Categoria      | Campeão                        | Vice-campeão             | Final (agregado)                        | Ref                      |
| ----------------- | -------------- | ------------------------------ | ------------------------ | --------------------------------------- | ------------------------ |
| Acre              | Sub-16         | Início em 30 de Agosto         | Início em 30 de Agosto   | Início em 30 de Agosto                  | Início em 30 de Agosto   |
| Acre              | Sub-18         | Craques do Futuro (1.º título) | Grêmio Xapuriense        | Craques do Futuro 6–4 Grêmio Xapuriense | [ 5 ]                    |
| Alagoas           | Sub-17         | UDA (2.º título)               | Guarani de Paripueira    | UDA 5–0 Guarani de Paripueira           | [ 6 ]                    |
| Amapá             | Sub-17         | Início em 20 de Setembro       | Início em 20 de Setembro | Início em 20 de Setembro                | Início em 20 de Setembro |
| Amazonas          | Sub-15         | Início em Outubro              | Início em Outubro        | Início em Outubro                       | Início em Outubro        |
| Amazonas          | Sub-17         | Início em Setembro             | Início em Setembro       | Início em Setembro                      | Início em Setembro       |
| Amazonas          | Sub-20         | Tarumã (1.º título)            | São Raimundo-AM          | Tarumã 3–1 São Raimundo-AM              | [ 7 ]                    |
| Bahia             | Sub-17         | A definir                      | A definir                | A definir                               | A definir                |
| Ceará             | Sub-15 Capital | Ceará (2.º título)             | The Blessed              | Ceará 3–1 The Blessed                   | [ 8 ]                    |
| Ceará             | Sub-15 Cariri  | R4 (2.º título)                | Juasal                   | R4 2–0 Juasal                           | [ 9 ]                    |
| Ceará             | Sub-17         | Em andamento                   | Em andamento             | Em andamento                            | Em andamento             |
| Distrito Federal  | Sub-17         | Em andamento                   | Em andamento             | Em andamento                            | Em andamento             |
| Espírito Santo    | Sub-17         | Início em 16 de Agosto         | Início em 16 de Agosto   | Início em 16 de Agosto                  | Início em 16 de Agosto   |
| Goiás             | Sub-20         | Aliança (1.º título)           | Atlético Goianiense      | Aliança 4–3 Atlético Goianiense         | [ 10 ]                   |
| Minas Gerais      | Sub-17         | Início em 11 de Outubro        | Início em 11 de Outubro  | Início em 11 de Outubro                 | Início em 11 de Outubro  |
| Pará              | Copa Sub-15    | Em andamento                   | Em andamento             | Em andamento                            | Em andamento             |
| Pará              | Copa Sub-17    | A definir                      | A definir                | A definir                               | A definir                |
| Pará              | Sub-17         | A definir                      | A definir                | A definir                               | A definir                |
| Pará              | Copa Sub-20    | A definir                      | A definir                | A definir                               | A definir                |
| Pará              | Sub-20         | A definir                      | A definir                | A definir                               | A definir                |
| Paraná            | Sub-15         | Em andamento                   | Em andamento             | Em andamento                            | Em andamento             |
| Paraná            | Sub-17         | Em andamento                   | Em andamento             | Em andamento                            | Em andamento             |
| Pernambuco        | Sub-17         | Em andamento                   | Em andamento             | Em andamento                            | Em andamento             |
| Rio Grande do Sul | Sub-15         | Em andamento                   | Em andamento             | Em andamento                            | Em andamento             |
| Rio Grande do Sul | Sub-17         | Início em 10 de Outubro        | Início em 10 de Outubro  | Início em 10 de Outubro                 | Início em 10 de Outubro  |
| Rio Grande do Sul | Sub-20         | Em andamento                   | Em andamento             | Em andamento                            | Em andamento             |
| Rio de Janeiro    | Copa Sub-17    | Início em Outubro              | Início em Outubro        | Início em Outubro                       | Início em Outubro        |
| Rio de Janeiro    | Sub-17         | A definir                      | A definir                | A definir                               | A definir                |
| Rio de Janeiro    | Copa Sub-20    | Botafogo (2.º título)          | Flamengo                 | Botafogo 4–2 Flamengo                   | [ 11 ]                   |
| Rio de Janeiro    | Sub-20         | Em andamento                   | Em andamento             | Em andamento                            | Em andamento             |
| Santa Catarina    | Sub-15         | Início em Agosto               | Início em Agosto         | Início em Agosto                        | Início em Agosto         |
| Santa Catarina    | Sub-17         | Início em Outubro              | Início em Outubro        | Início em Outubro                       | Início em Outubro        |
| Santa Catarina    | Sub-20         | Em andamento                   | Em andamento             | Em andamento                            | Em andamento             |
| São Paulo         | Sub-15         | São Paulo (2.º título)         | Ferroviária              | São Paulo (3) 0–0 (2) Ferroviária       | [ 12 ]                   |
| São Paulo         | Sub-17         | Início em 17 de Agosto         | Início em 17 de Agosto   | Início em 17 de Agosto                  | Início em 17 de Agosto   |
| São Paulo         | Sub-20         | Em andamento                   | Em andamento             | Em andamento                            | Em andamento             |
| Sergipe           | Sub-17         | A definir                      | A definir                | A definir                               | A definir                |
| Tocantins         | Sub-17         | A definir                      | A definir                | A definir                               | A definir                |